# Chlorangium elongatum
Chlorangium elongatum là một loài tảo trong họ Chlamydomonadaceae, thuộc chi Chlorangium.